# کرنراستون
کرنراستون (انگلیسی: Cornerstone) شرکت نرم‌افزار آمریکایی است، که در سال ۱۹۹۹ تأسیس شد.